# Maasin (Southern Leyte)
Maasin is de hoofdstad van de Filipijnse provincie Southern Leyte op het eiland Leyte. Bij de laatste census in 2007 had de stad bijna 80 duizend inwoners.

## Geografie

### Bestuurlijke indeling
Maasin is onderverdeeld in de volgende 70 barangays:
| - Abgao - Acasia - Asuncion - Bactul II - Bactul I - Badiang - Bagtican - Basak - Bato II - Bato I - Batuan - Baugo - Bilibol - Bogo - Cabadiangan - Cabulihan - Cagnituan - Cambooc - Cansirong - Canturing - Canyuom - Combado - Dongon - Gawisan | - Guadalupe - Hanginan - Hantag - Hinapu Daku - Hinapu Gamay - Ibarra - Isagani - Laboon - Lanao - Libertad - Libhu - Lib-og - Lonoy - Lunas - Mahayahay - Malapoc Norte - Malapoc Sur - Mambajao - Manhilo - Mantahan - Maria Clara - Matin-ao - Nasaug | - Nati - Nonok Norte - Nonok Sur - Panan-awan - Pansaan - Pasay - Pinascohan - Rizal - San Agustin - San Isidro - San Jose - San Rafael - Santa Cruz - Santa Rosa - Santo Niño - Santo Rosario - Soro-soro - Tagnipa - Tam-is - Tawid - Tigbawan - Tomoy-tomoy - Tunga-tunga |

## Demografie
Maasin had bij de census van 2007 een inwoneraantal van 79.737 mensen. Dit zijn 8.574 mensen (12,0%) meer dan bij de vorige census van 2000. De gemiddelde jaarlijkse groei komt daarmee uit op 1,58%, hetgeen lager is dan het landelijk jaarlijks gemiddelde over deze periode (2,04%). Vergeleken met de census van 1995 is het aantal mensen met 15.991 (25,1%) toegenomen.

De bevolkingsdichtheid van Maasin was ten tijde van de laatste census, met 79.737 inwoners op 211,7 km², 376,7 mensen per km².

## Geboren in Maasin
- Rodrigo Duterte (1945), president van de Filipijnen (2016-heden), burgemeester en afgevaardigde van Davao City;
- Ramon Fernandez (1953), basketballer.

Anahawan · Bontoc · Hinunangan · Hinundayan · Libagon · Liloan  · Limasawa · Maasin · Macrohon · Malitbog · Padre Burgos · Pintuyan · Saint Bernard · San Francisco · San Juan · San Ricardo · Silago · Sogod · Tomas Oppus